# Jochberg (Schneizlreuth)
Jochberg ist ein Gemeindeteil der Gemeinde Schneizlreuth im oberbayerischen Landkreis Berchtesgadener Land.

## Geographie
Das Dorf ist mit dem PKW nur über die Jochbergstraße vom Ortsteil Weißbach an der Alpenstraße her erreichbar.

## Geschichte
Bereits im 13. Jahrhundert wurde der Ort besiedelt. 1346 ließ Kaiser Ludwig den Saumpfad über den Jochberg mit einem Wegeausbau für Karren zur „Güldenen Salzstraße“ erweitern, da damit hohe Mauteinküfte erreicht wurden. Bei einer Zählung im  Verwaltungsjahr 1823/1824 gab es in dem zur Gemeinde Weisbach im Landgericht Reichenhall und Rentamt Berchtesgaden gehörigen Weiler Jochberg sieben Häuser, sieben Familien mit 64 Seelen, davon 31 weiblich.

### Einwohnerentwicklung
|          | 1823/1824 | 1871 | 1885 | 1900 | 1925 | 1950 | 1961 | 1970 | 1987 |
| -------- | --------- | ---- | ---- | ---- | ---- | ---- | ---- | ---- | ---- |
| Jochberg | 64        | 67   | 61   | 55   | 59   | 57   | 48   | 36   | 56   |